# Peter Arno

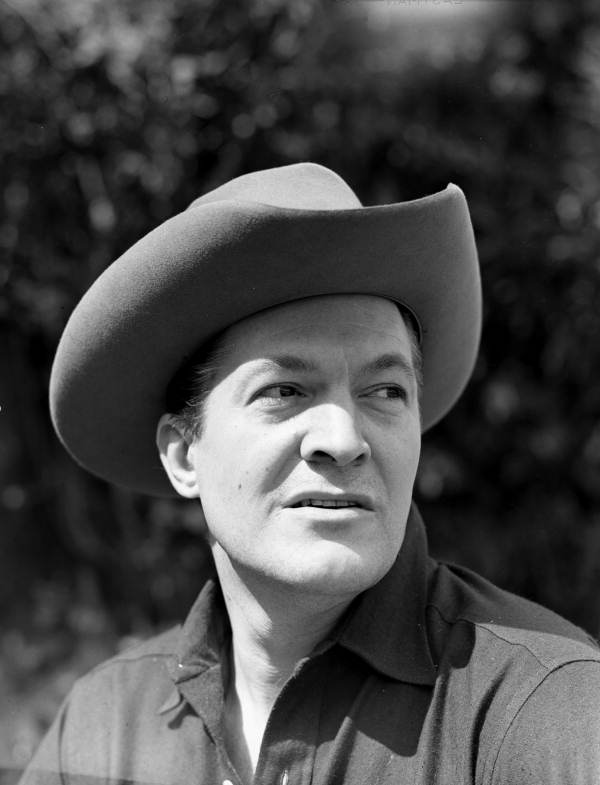
Peter Arno em 1942.

Peter Arno (8 de janeiro de 1904 – 22 de fevereiro de 1968) foi um cartunista dos Estados Unidos. Trabalhou ao lado de Charles Addams criador de A Família Addams, na revista The New Yorker, em 1936. James Thurber também fazia parte da equipe.